# ハヤカワ・ミステリワールド
ハヤカワ・ミステリワールド（英: Hayakawa Mystery World）は、早川書房が刊行している推理小説のシリーズ。

## 概要
装丁は四六判上製。1992年3月から不定期に刊行されている。2009年1月に装丁をリニューアルし、新創刊第1弾として湊かなえ『少女』が発売された。折原一『沈黙の教室』が第48回日本推理作家協会賞（長編部門）を、小池真理子『恋』が第114回直木三十五賞を、高村薫『マークスの山』が第109回直木三十五賞、第12回日本冒険小説協会大賞を、山田正紀『ミステリ・オペラ 宿命城殺人事件』が第55回日本推理作家協会賞（長編及び連作短編集部門）、第2回本格ミステリ大賞を受賞している。

## 作品リスト
特記がなければ、文庫はハヤカワ文庫JA刊。
| 著者              | タイトル                                         | 刊行年月   | 文庫化              | 備考                                                                                         |
| ----------------- | ------------------------------------------------ | ---------- | ------------------- | -------------------------------------------------------------------------------------------- |
| 浅暮三文          | 『ポルトガルの四月』                             | 2009年2月  |                     |                                                                                              |
| 芦辺拓            | 『三百年の謎匣』                                 | 2005年4月  | 2013年9月           |                                                                                              |
| 芦辺拓            | 『七人の探偵のための事件』                       | 2011年10月 |                     |                                                                                              |
| 飛鳥部勝則        | 『堕天使拷問刑』                                 | 2008年1月  |                     |                                                                                              |
| 飛鳥部勝則        | 『黒と愛』                                       | 2010年9月  |                     |                                                                                              |
| 東直己            | 『探偵はバーにいる』                             | 1992年5月  | 1995年8月           |                                                                                              |
| 東直己            | 『バーにかかってきた電話』                       | 1993年1月  | 1996年1月           | - 映画『探偵はBARにいる』（2011年公開）原作                                                  |
| 東直己            | 『消えた少年』                                   | 1994年10月 | 1998年6月           |                                                                                              |
| 東直己            | 『探偵はひとりぼっち』                           | 1998年4月  | 2001年11月          |                                                                                              |
| 東直己            | 『探偵は吹雪の果てに』                           | 2001年12月 | 2004年2月           |                                                                                              |
| 東直己            | 『駆けてきた少女』                               | 2004年4月  | 2006年10月          |                                                                                              |
| 東直己            | 『ライト・グッドバイ』                           | 2005年12月 | 2007年10月          |                                                                                              |
| 東直己            | 『探偵、暁に走る』                               | 2007年11月 | 2010年1月           |                                                                                              |
| 東直己            | 『旧友は春に帰る』                               | 2009年11月 | 2011年8月           |                                                                                              |
| 東直己            | 『猫は忘れない』                                 | 2011年9月  | 2012年11月          |                                                                                              |
| 彩坂美月          | 『夏の王国で目覚めない』                         | 2011年8月  |                     |                                                                                              |
| 岡村隆            | 『狩人たちの海』                                 | 1992年7月  |                     |                                                                                              |
| 小川勝己          | 『狗』                                           | 2004年7月  |                     |                                                                                              |
| 小川勝己          | 『ロマンティスト狂い咲き』                       | 2005年7月  |                     |                                                                                              |
| 小熊文彦          | 『天国は待つことができる』                       | 1992年11月 |                     |                                                                                              |
| 折原一            | 『沈黙の教室』                                   | 1994年4月  | 1997年5月           | - 第48回日本推理作家協会賞（長編部門）受賞作品                                               |
| 折原一            | 『暗闇の教室』                                   | 1999年9月  | 2001年12月          |                                                                                              |
| 折原一            | 『被告A』                                        | 2003年9月  | 2006年9月           |                                                                                              |
| 風間一輝          | 『地図のない街』                                 | 1992年3月  | 1996年2月           |                                                                                              |
| 風間一輝          | 『片雲流れて』                                   | 1995年10月 | 2000年2月           |                                                                                              |
| 霞流一            | 『夕陽はかえる』                                 | 2007年10月 |                     |                                                                                              |
| 霞流一            | 『落日のコンドル』                               | 2013年4月  |                     |                                                                                              |
| 川辺敦            | 『私はナース』                                   | 2005年5月  |                     |                                                                                              |
| 木村二郎          | 『ヴェニスを見て死ね』                           | 1994年5月  | 2011年11月          |                                                                                              |
| 草上仁            | 『文章探偵』                                     | 2006年5月  |                     |                                                                                              |
| 草上仁            | 『数学的帰納の殺人』                             | 2009年5月  |                     |                                                                                              |
| 櫛木理宇          | 『チェインドッグ』                               | 2015年7月  | 2017年10月          | - 映画『死刑にいたる病』（2022年公開予定）原作                                               |
| 鯨統一郎          | 『庖丁人轟桃次郎』                               | 2005年10月 |                     |                                                                                              |
| 倉阪鬼一郎        | 『ダークネス』                                   | 2006年8月  |                     |                                                                                              |
| 倉阪鬼一郎        | 『遠い旋律、草原の光』                           | 2009年4月  |                     |                                                                                              |
| 栗本薫            | 『あなたとワルツを踊りたい』                     | 1996年10月 | 2000年4月           |                                                                                              |
| 小池真理子        | 『恋』                                           | 1995年10月 | 1999年4月 2003年1月 | - 第114回直木三十五賞受賞作品 - 2013年テレビドラマ化                                         |
| 斎藤純            | 『銀輪の覇者』                                   | 2004年6月  | 2007年8月           |                                                                                              |
| 佐々木譲          | 『夜にその名を呼べば』                           | 1992年3月  | 1995年5月 2008年5月 |                                                                                              |
| 笹倉明            | 『愛闇殺』                                       | 2006年6月  |                     |                                                                                              |
| 笹倉明            | 『彼に言えなかった哀しみ』                       | 2007年9月  |                     |                                                                                              |
| 柴田よしき        | 『青光の街』                                     | 2016年10月 |                     |                                                                                              |
| 小路幸也          | 『僕は長い昼と長い夜を過ごす』                   | 2010年6月  | 2012年6月           |                                                                                              |
| 小路幸也          | 『壁と孔雀』                                     | 2014年8月  |                     |                                                                                              |
| 須賀しのぶ        | 『神の棘1』                                      | 2010年7月  |                     |                                                                                              |
| 須賀しのぶ        | 『神の棘2』                                      | 2010年8月  |                     |                                                                                              |
| 高村薫            | 『マークスの山』                                 | 1993年3月  | 2003年1月 2011年8月 | - 第109回直木三十五賞受賞作品 - 第12回日本冒険小説協会大賞受賞作品                           |
| 谷甲州            | 『神々の座を越えて』                             | 1996年10月 | 1999年10月          |                                                                                              |
| 月村了衛          | 『機龍警察 自爆条項』                            | 2011年9月  | 2012年8月           |                                                                                              |
| 月村了衛          | 『機龍警察 暗黒市場』                            | 2012年9月  |                     |                                                                                              |
| 月村了衛          | 『機龍警察 未亡旅団』                            | 2014年1月  |                     |                                                                                              |
| 月村了衛          | 『機龍警察 完全版』                              | 2014年11月 |                     |                                                                                              |
| 月村了衛          | 『機龍警察 火宅』                                | 2014年12月 |                     |                                                                                              |
| 月村了衛          | 『機龍警察 自爆条項 完全版』                     | 2016年5月  |                     |                                                                                              |
| 典厩五郎          | 『探偵大杉栄の正月』                             | 2003年10月 |                     |                                                                                              |
| 堂場瞬一          | 『over the edge』                                | 2012年11月 | 2015年4月           |                                                                                              |
| 戸梶圭太          | 『センチュリー・オブ・ザ・ダムド』               | 2009年8月  |                     |                                                                                              |
| 伴野朗            | 『上海発奪回指令』                               | 1992年3月  | 1995年6月           |                                                                                              |
| 鳥飼否宇          | 『このどしゃぶりに日向小町は』                   | 2010年1月  |                     |                                                                                              |
| 長島槇子          | 『吉原純情ありんす国』                           | 2011年9月  |                     |                                                                                              |
| 中村正䡄          | 『アリスの消えた日』                             | 1992年7月  | 1995年7月           |                                                                                              |
| 野崎六助          | 『ラップ・シティ』                               | 1995年5月  |                     |                                                                                              |
| 葉室麟            | 『オランダ宿の娘』                               | 2010年3月  | 2012年4月           |                                                                                              |
| 早瀬耕            | 『未必のマクベス』                               | 2014年9月  | 2017年9月           | - 第17回大藪春彦賞候補作品                                                                   |
| 東理夫            | 『君のブルースが聞こえる』                       | 1992年11月 |                     |                                                                                              |
| 福田和代          | 『黒と赤の潮流』                                 | 2009年2月  |                     |                                                                                              |
| 福田和代          | 『プロメテウス・トラップ』                       | 2010年2月  |                     |                                                                                              |
| 藤田宜永          | 『喝采』                                         | 2014年7月  |                     |                                                                                              |
| 藤田武嗣          | 『汽水の街へ』                                   | 1992年5月  |                     |                                                                                              |
| 藤村いずみ        | 『あまんじゃく』                                 | 2004年9月  |                     |                                                                                              |
| 真瀬もと          | 『アルレッキーノの柩』                           | 2005年6月  |                     |                                                                                              |
| 真瀬もと          | 『お楽しみはこれからだ! Jazzy Murder』           | 2006年7月  |                     |                                                                                              |
| 真梨幸子          | 『ふたり狂い』                                   | 2009年3月  | 2011年11月          |                                                                                              |
| 三咲光郎          | 『砲台島』                                       | 2007年4月  |                     |                                                                                              |
| 三咲光郎          | 『月と陽炎』                                     | 2011年2月  |                     |                                                                                              |
| 皆川博子          | 『死の泉』                                       | 1997年10月 | 2001年4月           |                                                                                              |
| 皆川博子          | 『開かせていただき光栄です DILATED TO MEET YOU』 | 2011年7月  | 2013年9月           | - 第12回本格ミステリ大賞（小説部門）受賞作品                                                 |
| 皆川博子          | 『アルモニカ・ディアボリカ』                     | 2013年12月 |                     |                                                                                              |
| 湊かなえ          | 『少女』                                         | 2009年1月  | 2012年2月           |                                                                                              |
| 本山賢司          | 『シートンの毛皮』                               | 1998年5月  |                     |                                                                                              |
| 矢作俊彦 司城志朗 | 『犬なら普通のこと』                             | 2009年10月 | 2012年1月           |                                                                                              |
| 矢作俊彦 司城志朗 | 『ARAKURE あらくれ』                             | 2011年6月  |                     |                                                                                              |
| 山口雅也          | 『謎の謎その他の謎』                             | 2012年8月  |                     |                                                                                              |
| 山田正紀          | 『ミステリ・オペラ 宿命城殺人事件』              | 2001年4月  | 2005年8月           | - 第55回日本推理作家協会賞（長編及び連作短編集部門）受賞作品 - 第2回本格ミステリ大賞受賞作品 |
| 山田正紀          | 『マヂック・オペラ 二・二六殺人事件』            | 2005年11月 |                     |                                                                                              |
| 山田正紀          | 『ファイナル・オペラ』                           | 2012年3月  |                     |                                                                                              |